# Lady of the Dunes
Ruth Marie Terry, conosciuta dalla data della scoperta del corpo come Lady of the Dunes (Whitwell, 8 settembre 1936 – luglio 1974), è una vittima di omicidio rimasta non identificata per 48 anni. Il corpo fu ritrovato il 26 luglio 1974 nelle dune di Race Point a Provincetown, in Massachusetts, e fu riesumato tre volte: nel 1980, nel 2000 e nel 2013 nel tentativo di identificare lei e il suo assassino, tutti i tentativi non diedero risultati.
Il 31 ottobre 2022, a oltre 48 anni dal rinvenimento del corpo, la sede dell'FBI di Boston ha annunciato che la donna è stata identificata come Ruth Marie Terry.

## La scoperta

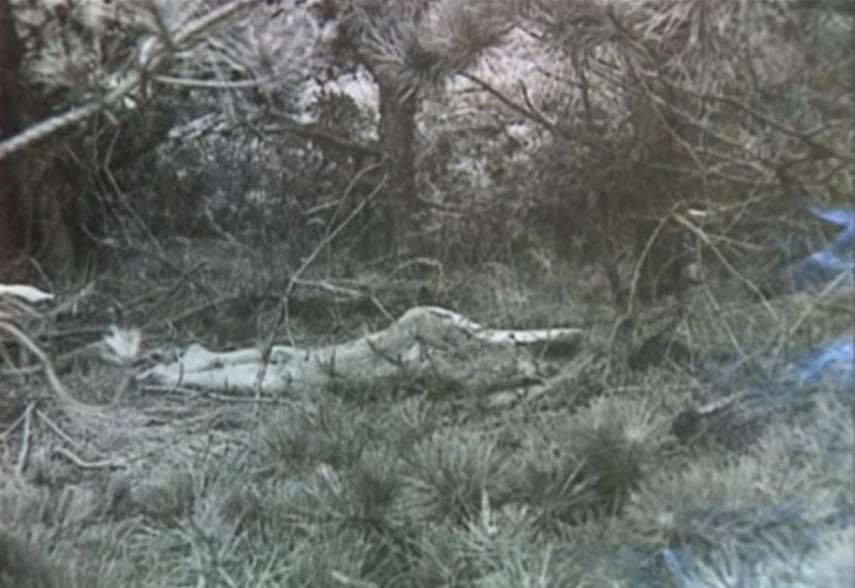
Il corpo della vittima al momento della scoperta

Il 26 luglio 1974, una ragazza di 12 anni che stava passeggiando con la sua famiglia e un cane, trovò il corpo in decomposizione di una ragazza non identificata nelle dune di Race Points, a Provincetown in Massachusetts. Il cane correva abbaiando e la ragazza lo seguì, scoprendo così quello che pensava inizialmente essere un cervo morto, ma si rese poi conto che era il corpo di una donna. Il cadavere era a pochi metri da una strada, e aveva numerosi insetti addosso. Delle impronte portavano al corpo, e segni di pneumatici furono ritrovati a circa 50 metri dal luogo del ritrovamento. La donna poteva essere morta da circa due settimane dalla sua scoperta.
La vittima giaceva a faccia in giù con metà corpo su un asciugamano da spiaggia. Non c'erano segni di lotta, per cui la polizia ipotizzò che conoscesse il suo assassino, o fosse stata uccisa nel sonno. Sotto la testa aveva una bandana blu e dei jeans Wrangler. I capelli erano castano ramato o rossi, a coda di cavallo con una banda elastica dorata. Le unghie dei piedi erano dipinte di rosa.
La polizia determinò che la ragazza era alta 1 metro e 68, ritenendola inizialmente 1,73, pesava circa 66 kg ed aveva una corporatura atletica. Le erano state fatte delle operazioni ai denti del valore circa tra i 5.000 e i 10.000 dollari, che i dentisti soprannominarono "New York style". Alcuni denti le erano stati rimossi. Le mancavano entrambe le mani e un avambraccio. Molte fonti indicano come avesse tra i 25 e i 40 anni, ma avrebbe potuto avere anche 20 anni o fino a 49.
La donna era stata quasi decapitata, possibilmente dallo strangolamento; un lato della testa era schiacciato da quello che sembrava uno strumento militare da trinceramento. La lesione alla testa è ciò che l'aveva uccisa. C'erano anche segni di aggressione sessuale, probabilmente postmortem.
Alcuni investigatori ritennero che i denti, le mani e l'avambraccio mancanti indicavano che l'assassino volesse nascondere o l'identità della vittima o la sua.
La donna fu sepolta nell'ottobre del 1974 non essendoci stati sviluppi. Nel 2014, uno degli investigatori organizzò una raccolta fondi per trasferirla in una nuova bara, in quanto l'originale, di metallo sottile, era arrugginita e deteriorata.

## Indagini
La polizia analizzò migliaia di casi di persone scomparse e un elenco di veicoli circolanti nella zona; non si trovarono riscontri. Sulla scena, la sabbia e la coperta da spiaggia non erano state mosse, il che suggeriva che il corpo fosse stato spostato nel punto specifico dove fu ritrovato. Non vennero trovati altri oggetti da analizzare (a parte i jeans, la bandana, la coperta e la fascia elastica per capelli) nonostante approfondite ricerche nelle dune circostanti.
La prima ricostruzione facciale della donna fu realizzata con l'argilla nel 1979. I suoi resti furono riesumati nel 1980 per essere esaminati; non vennero scoperti nuovi indizi (sebbene il teschio non fosse stato sepolto all'epoca). Il corpo fu riesumato di nuovo nel marzo 2000 per il DNA. Nel maggio 2010, il cranio venne inserito in uno scanner CT che generò immagini che sono state poi utilizzate dal National Center for Missing and Exploited Children per un'altra ricostruzione.

### Piste investigative
Nel 1987, una donna canadese disse a un'amica che vide il padre strangolare una donna in Massachusetts attorno al 1972. La polizia tentò di individuare la donna ma senza successo. Un'altra donna disse alla polizia che la ricostruzione della vittima assomigliava alla sorella che scomparve a Boston nel 1974.
Gli investigatori seguirono inoltre la pista riguardanti la criminale scomparsa Rory Gene Kesinger, che avrebbe avuto 25 anni all'epoca dell'omicidio (evase di prigione nel 1973). Le autorità notarono delle somiglianze tra la Kesinger e la vittima. Tuttavia, il DNA della madre della Kesinger non corrispondeva a quello della vittima.
Altre due donne scomparse, Francis Ewalt del Montana e Vicke Lamberton del Massachusetts, furono scartate.

### Ipotesi del filmLo Squalo
Nell'agosto 2015, si diffuse un'ipotesi secondo la quale la Lady of the Dunes potesse essere stata una comparsa nel film del 1975 Lo squalo, che era stato girato a Martha's Vineyard nel villaggio di Menemsha, a circa 100 km da Provincetown, tra il maggio e l'ottobre del 1974. Joe Hill, il figlio di Stephen King, portò questa ipotesi alla polizia dopo aver letto The Skeleton Crew: How Amateur Sleuths are Solving America's Coldest Cases poche settimane prima. Mentre stava vedendo la scena del film ambientata in spiaggia per il giorno dell'indipendenza, Hill notò una donna nella folla che aveva una bandana blu e dei jeans, simili a quelle trovate con il corpo. Nonostante un investigatore avesse mostrato interesse per l'ipotesi, altri la descrissero come "inverosimile" e "una grossa speculazione."

## Identificazione
Nel 2022, i rest riesumati della donna sono stati inviati ad Othram; da questi resti è stato estratto Dna a sufficienza per permettere l'identificazione dei parenti più prossimi, e a dare un'identità definitiva alla vittima.
Il 31 ottobre 2022 gli uffici dell'FBI di Boston hanno annunciato che la vittima è stata identificata come Ruth Marie Terry, una donna del Tennessee con collegamenti al Michigan, al Massachusetts e alla California. Non sono stati rivelati dettagli su possibili sospettati né sono state fornite spiegazioni sul perché la donna fosse in Massachusetts al momento dell'omicidio. L'FBI ha dichiarato che la donna è stata identificata grazie a test del Dna di genealogia genetica, lo stesso metodo che negli Stati Uniti è stato utilizzato per risolvere molti cold case, identificare oltre 150 criminali tra cui il Golden State Killer ed altre vittime di omicidi rimaste senza un nome anche per decenni, come il ragazzo nella scatola. La polizia del Massachusetts tiene aperto il caso per omicidio.
Il 2 novembre 2022, la Massachusetts State Police ha annunciato di ricercare notizie sul marito della donna, Guy Rockwell Muldavin. L'uomo è stato sospettato nel 1960 di aver ucciso l'ex moglie e la figlia. È deceduto nel 2002.

## Sospettati

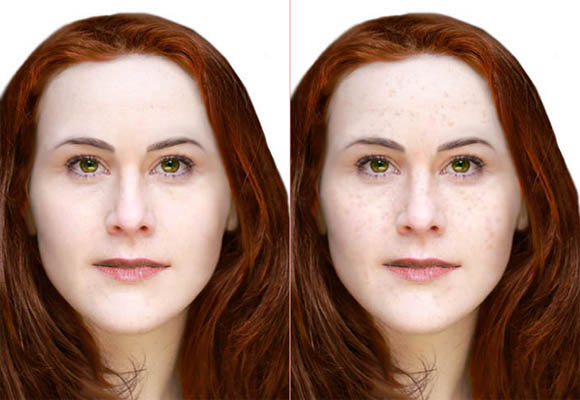
Ricostruzione ulteriore, con la donna mostrata con e senza lentiggini

Nel 1981, gli investigatori appresero che una donna somigliante alla vittima fu vista con il criminale Whitey Bulger nel periodo in cui la vittima era presumibilmente morta. Bulger era noto per rimuovere i denti alle sue vittime. Non furono tuttavia provati dei collegamenti con Bulger, ucciso in carcere nel 2018.
Tony Costa, un serial killer della zona, fu un iniziale sospettato, poi scartato. Costa morì il 12 maggio 1974. La vittima fu ritrovata nel luglio del 1974.

### Confessione di Hadden Clark
Il serial killer Hadden Clark confessò l'omicidio, dichiarando "Avrei potuto dire alla polizia quale fosse il suo nome, ma dopo che mi hanno picchiato, non gli dirò nulla. ... questo omicidio è ancora irrisolto e quello che la polizia cerca è nel giardino di mio nonno." Le autorità dissero che Clark soffriva di schizofrenia paranoide, una condizione che poteva portare qualcuno a confessare crimini non commessi.
Nel 2004, Clark spedì una lettera a un amico dicendo che aveva ucciso una donna a Capo Cod. Spedì inoltre 2 disegni: uno di una donna senza testa, nuda e che giaceva con lo stomaco verso terra, un altro di una mappa che indicava dove era stato ritrovato il corpo.
Nell'aprile del 2000, Clark portò la polizia in un luogo dove dichiarò di aver seppellito due persone 20 anni prima. Disse inoltre di averne uccise molte altre in svariati stati tra gli anni settanta e gli anni novanta.